# Puskás Aurél
Puskás Aurél (Józseffalva, 1924. január 4. – Budapest, 1984. október 2.) vegyészmérnök, biokémikus, a kémiai tudományok kandidátusa (1963).

## Életpályája
A budapesti műegyetemen 1946-ban szerzett vegyészmérnöki diplomát. 1946–1948 között az Országos Kémiai Intézet mezőgazgasági osztályán az Országos Talajjavítások Minisztériuma Biztosságának volt a talajvegyésze. 1949–1950 között a Talajjavítási Nemzeti Vállalat keszthelyi, 1950-ben a mosonmagyaróvári laboratóriumában kutatóvegyészként dolgozott. 1949-ben a Keszthelyi Agrártudományi Egyetemen volt tanársegéd. 1950-ben átkerült a Műegyetem mezőgazdasági kémiai technológiai tanszékére, mint tanársegéd. 1951–1970 között adjunktusi beosztásban, 1974–1984 között címzetes egyetemi docens és tudományos tanácsadó minősítésben működött. 1970–1973 között a havannai egyetem Gyógyszerészeti Kémiai Intézetében tanszék létesítésével bízták meg, mint biokémikus szakértőt. 1982–1984 között Algériában a Batna-i Orvostudományi Egyetem létesítésénél is biokémikus szakértőként foglalkoztatták. Betegen jött haza 1984 nyarán.
Kutatásokat az ipari mikrobiológia terén végzett. Foglalkozott enzimekkel, mikroorganizmusok gyors diagnosztizálásával, a mezőgazdasági hulladék hasznosításával. Az enzimológia tárgykörében kidolgozott találmánya 1971-ben szabadalmat kapott.
Temetése az Óbudai temetőben volt.

## Művei
- Élelmiszeripari nyersanyagok vizsgálata (Budapest, 1953)
- Mezőgazdasági kémia (Budapest, 1960)
- Adatok penészeredetű proteniázok néhány sajátságához (Budapest, 1962)
- Biokémia és enzimológia (Budapest, 1969)